# Gwoka
Gwoka, gwo ka – rodzaj muzyki ludowej popularnej na karaibskiej wyspie Gwadelupa, powstały w epoce niewolnictwa, opierający się przede wszystkim na rytmie wybijanym na bębnach. Etymologia nie jest do końca jasna. Według jednej wersji nazwa gwo ka wywodzi się od francuskiego określenia „gros quart” dotyczącego beczek o ustalonym rozmiarze, według innej od afrykańskiego słowa „ka” (bęben). Tak więc słowo gwo ka oznacza pierwotnie tyle co „wielki bęben”. Największy z bębnów wyznacza główny rytm.
W tradycji gwoka wyróżnia się siedem podstawowych wzorców rytmicznych, na bazie których powstały liczne dodatkowe warianty:
- Kaladja
- Menndé
- Léwoz
- Padjanbèl
- Woulé
- Graj
- Toumblak